# Любенська Людмила Іванівна
Людмила Іванівна Любенська (нар. 28 липня 1934, Українська РСР, СРСР) — український звукооператор.

## Життєпис
Народилась 28 липня 1934 року в родині службовця. Закінчила факультет радіозв'язку і радіомовлення Одеського електротехнічного інституту зв'язку 1962 року (нині — Одеська національна академія зв'язку імені О. С. Попова).
Працювала у Будинку звукозапису при радіокомітеті УРСР, Республіканському будинку радіомовлення і звукозапису і на Київській кіностудії ім. О. П. Довженка.
Член Національної спілки кінематографістів України.

## Фільмографія
- «Поїздка через місто» (1979);
- «Мій генерал» (1979);
- «Чекаю і сподіваюсь» (2 серії, 1980);
- «Польоти уві сні та наяву» (1982);
- «Знайди свій дім» (1982);
- «Прелюдія долі» (1984);
- «Бережи мене, мій талісмане» (1986);
- «Першоцвіт» (1987);
- «Брате, знайди брата!..» (1988);
- «Передай далі...» (1988);
- «Зелений вогонь кози» (1989);
- «Зброя Зевса» (5 серій, 1991);
- «Постріл у труні» (1992);
- «Браві хлопці» (1993).